# Мислятинський ландшафтний заказник
Мисля́тинський заказник — ландшафтний заказник місцевого значення в Україні. Об'єкт природно-заповідного фонду Хмельницької області. 
Розташований у межах Ізяславської міської громади Шепетівського району Хмельницької області, в селі Мислятин і на захід від села. 
Площа 275,8 га. Статус надано згідно з розпорядженням голови ОДА від 28.09.1995 року № 67-р. Перебуває у віданні Ізяславської міської громади. 
Статус надано для збереження мальовничого природного комплексу на схилах долини річки Горинь. 